# ジャン・ルネ・コンスタン・クア

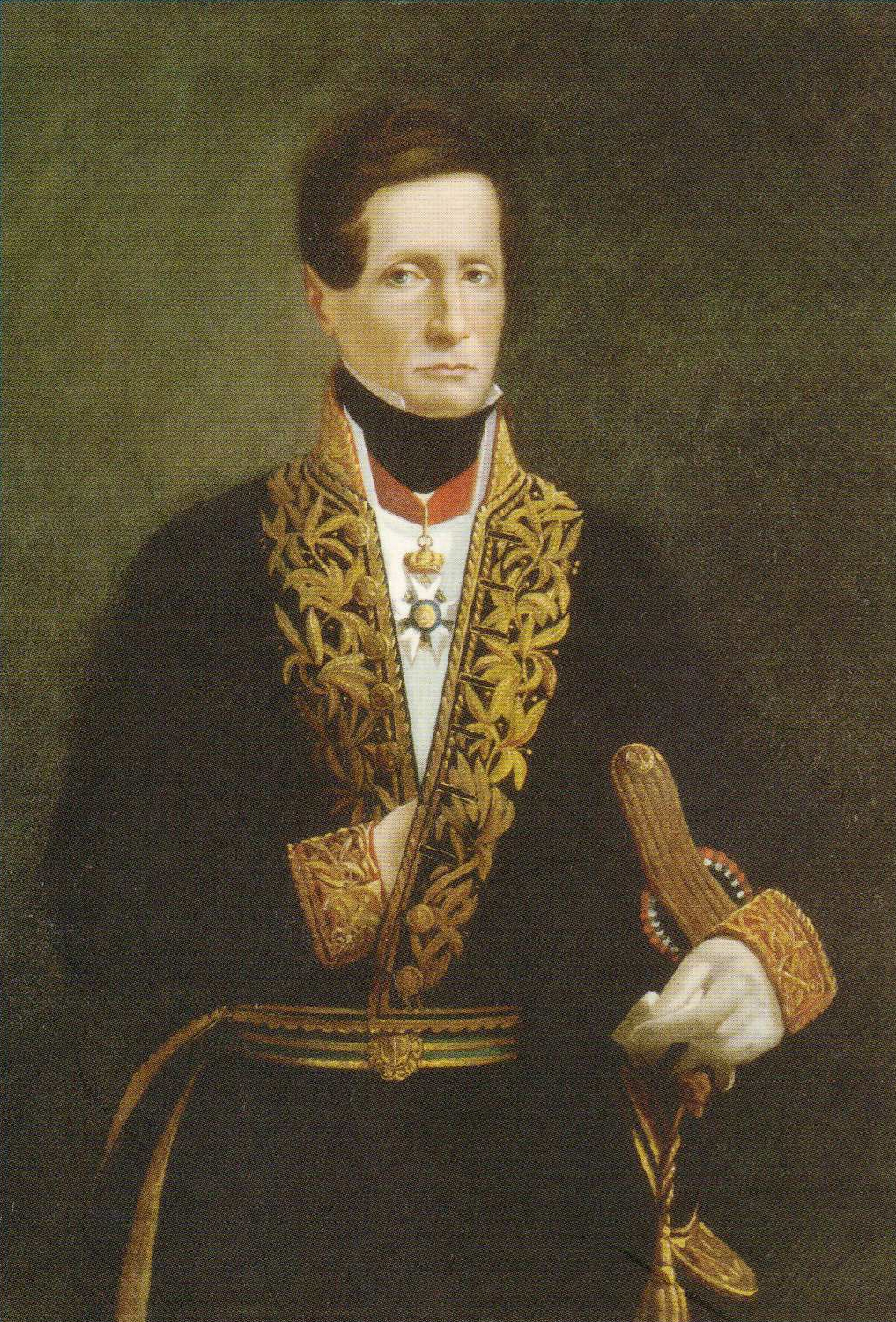
Jean René Constant Quoy

ジャン・ルネ・コンスタン・クア（Jean René Constant Quoy、1790年11月10日 - 1869年7月4日）は、フランス海軍の軍医、動物学者である。フランスの探検航海に博物学者として参加した。

## 略歴
ヴァンデ県のマイエ（Maillé）の医師の息子に生まれた。フランス革命後のヴァンデの反乱による混乱をさけるために幼少期はサン＝ジャン＝ド＝リヴェルセーのおばの家で育てられた。後に家族もサン＝ジャン＝ド＝リヴェルセーに移り、父親から、薬草についてや医療を学んだ。
1806年にロシュフォール海軍医学校（École de médecine navale de Rochefort）に入校し、1807年に三等医官穂に任じら、1810年から船上任務に就いた。その後昇進し、1814年にはモンペリエ大学で学位を得た。1815年は、ロシュフォールの海軍病院で働いた。
1817年から1820年の間行われた、ルイ・ド・フレシネが率いるウラニー号の太平洋探検航海にシャルル・ゴーディショー＝ボープレとともに、博物学者、船医として参加した。帰国後、海軍病院に復職し、探検航海の報告を作った。1824年にはロシュフォール海軍医学校の解剖学の教授に任じられた。1825年にレジオンドヌール勲章（シュヴァリエ）を受勲した。
1826年から1829年のジュール・デュモン・デュルヴィルが率いたアストロラーベ号の探検航海に参加し、1830年にフランス科学アカデミーの准会員に選ばれた。その後ツーロンやブレストの海軍病院や、海軍の医療行政の仕事で働いた。1852年にレジオンドヌール勲章（コマンドゥール）を受勲した。

## 著作
- Voyage autour du monde … pendant les années 1817, 1818, 1819 et 1820. (共著者、ルイ・ド・フレシネ、ジョセフ・ポール・ガイマール, シャルル・ゴーディショー＝ボープレ, et al.).[5]
- Voyage de la corvette l'Astrolabe exécuté par ordre du Roi, pendant les années 1826-1827-1828-1829 sous le commandement de M. J. Dumont d'Urville. (共著者、ジュール・デュモン・デュルヴィル、J Tastu、ジョセフ・ポール・ガイマール).[6]

## Quoyに献名された生物
- Cracticus quoyi Lesson, 1827 –  モリツバメ科の鳥類
- Quoya Labbé, 1934 – ウミウシの属名
- Quoyia A.Gray, 1839 – 無効名、貝類の属名
- Terebra quoygaimardi Cernohorsky, 1976 – 和名、シロイボニクタケ（ヤケノコガイの種）
- Pilumnus quoyi H. Milne-Edwards, 1834 – カニの種
- Ischnochiton quoyanus J. Thiele, 1910 – 多板綱の種
- Eulamprus quoyii A.M.C. Duméril & Bibron, 1839 – トカゲ科の動物の種[5]
- Quoya Gaudich. – シソ科の植物の属名